# Buddy Guy
George Guy, detto Buddy (Lettsworth, 30 luglio 1936), è un chitarrista e cantautore statunitense.
È uno dei più importanti esponenti dell'Electric blues americano. Figura di spicco del genere nero è, insieme a B.B. King, uno dei capostipiti. Eric Clapton lo ha definito uno dei migliori chitarristi blues della storia. . È il padre della rapper Shawnna

## Biografia
Ricevette la sua prima chitarra all'età di diciassette anni (oggi custodita al Rock and Roll Hall of Fame di Cleveland).
Dopo aver vissuto fino all'età di 21 anni in Louisiana, un suo amico cuoco a Chicago lo convinse a lasciare il lavoro che aveva come custode all'università per spostarsi a Chicago e intraprendere la carriera di musicista blues. Il 25 settembre 1957 Buddy Guy arrivò a Chicago e iniziò la propria lunga carriera.
Negli anni successivi incise svariati album e collaborò con tutti i principali attori della scena chitarristica mondiale.
Ha suonato all'evento "Crossroads Guitar festival" organizzato da Eric Clapton, nel quale si è esibito in una jam con un più giovane chitarrista di fama, John Mayer.
Buddy Guy è proprietario di un bar in Chicago, nella zona del Loop, il Buddy Guy's Legend con musica dal vivo. A volte lo stesso Buddy Guy serve al banco o suona.
Il locale è anche una sorta di museo, dove si possono ammirare alle pareti prestigiose chitarre accompagnate dai nomi degli illustri musicisti proprietari.
Buddy Guy è estimatore dei concerti dal vivo, che rende dei veri e propri spettacoli, grazie alla presenza scenica e alle proprie doti di chitarrista e cantante.

## Tour
Nel 2008 Buddy Guy ha intrapreso un tour europeo e negli Stati Uniti. Il 1º luglio 2008 c'è stata l'unica tappa italiana al Live Club di Trezzo sull'Adda. Il 5 luglio ha suonato all'Estival Jazz di Lugano, evento gratuito che la città svizzera ripropone ogni anno nel periodo estivo. Il 17 luglio 2010 Buddy Guy è tornato nuovamente in Italia esibendosi al Pistoia Blues Festival, mentre il 18 luglio 2010 ha suonato al Festival delle Invasioni a Cosenza.

## Discografia
| Album                                                       | Anno | Etichetta                    | Note                                                                        |
| ----------------------------------------------------------- | ---- | ---------------------------- | --------------------------------------------------------------------------- |
| Hoodoo Man Blues                                            | 1965 | Delmark                      | con la Junior Wells band                                                    |
| Chicago/The Blues/Today! vol. 1                             | 1966 | Vanguard                     | con la Junior Wells band                                                    |
| It's my Life, Baby!                                         | 1966 | Vanguard                     | con la Junior Wells band                                                    |
| I Left My Blues in San Francisco                            | 1967 | Chess                        |                                                                             |
| Berlin festival - Guitar Workshop                           | 1967 | MPS                          | long playing pubblicato in Argentina dalla Microphone Argentina S.A. (1974) |
| A Man and the Blues                                         | 1968 | Vanguard                     |                                                                             |
| Coming At You                                               | 1968 | Vanguard                     |                                                                             |
| Blues Today                                                 | 1968 | Vanguard                     |                                                                             |
| This Is Buddy Guy (live)                                    | 1968 | Vanguard                     |                                                                             |
| Hot And Cool                                                | 1969 | Vanguard                     |                                                                             |
| First Time I Met the Blues                                  | 1969 | Python                       |                                                                             |
| Buddy and the Juniors                                       | 1970 | MCA                          | con Junior Mance & Junior Wells                                             |
| South Side Blues Jam                                        | 1970 | Delmark                      | con Junior Wells & Otis Spann                                               |
| In The Beginning                                            | 1971 | Red Lightnin'                |                                                                             |
| Play The Blues                                              | 1972 | Rhino                        | con Junior Wells                                                            |
| Hold That Plane!                                            | 1972 | Vanguard                     |                                                                             |
| I Was Walking Through the Woods                             | 1974 | Chess                        | registrato 1960–64                                                          |
| Got to Use Your Head                                        | 1979 | Blues Ball                   |                                                                             |
| The Dollar Done Fell                                        | 1980 | JSP Records                  |                                                                             |
| Stone Crazy!                                                | 1981 | Alligator                    |                                                                             |
| Alone & Acoustic                                            | 1981 | Alligator                    | con Junior Wells, pubblicato in Francia                                     |
| Drinkin' TNT 'n' Smokin' Dynamite (live)                    | 1982 | Blind Pig                    | registrato 1974, Montreux Jazz Festival                                     |
| DJ Play My Blues                                            | 1982 | JSP Records                  |                                                                             |
| Buddy Guy                                                   | 1983 | Chess                        |                                                                             |
| The Original Blues Brothers (live)                          | 1983 | Blue Moon                    |                                                                             |
| Ten Blue Fingers                                            | 1985 | JSP Records                  |                                                                             |
| Atlantic Blues: Chicago                                     | 1986 | Atlantic                     |                                                                             |
| Chess Masters                                               | 1987 | Charly                       |                                                                             |
| Live at the Checkerboard Lounge, Chicago-1979               | 1988 | JSP Records                  |                                                                             |
| Breaking Out                                                | 1988 | JSP Records                  |                                                                             |
| I Ain't Got No Money                                        | 1989 | Flyright                     |                                                                             |
| Alone & Acoustic                                            | 1991 | Alligator                    | riedizione, registrato 1981 con Junior Wells                                |
| Damn Right, I've Got the Blues                              | 1991 | Silvertone/BMG               |                                                                             |
| Buddy's Baddest: The Best of Buddy Guy                      | 1991 | Silvertone                   |                                                                             |
| My Time After Awhile                                        | 1992 | Vanguard                     |                                                                             |
| The Very Best of Buddy Guy                                  | 1992 | Rhino/WEA                    |                                                                             |
| The Complete Chess Studio Recordings                        | 1992 | Chess                        | 2 CD, 1960–67                                                               |
| Live at Montreux                                            | 1992 | Evidence                     | con Junior Wells                                                            |
| Feels Like Rain                                             | 1993 | Silvertone                   |                                                                             |
| Slippin' In                                                 | 1994 | Silvertone                   |                                                                             |
| Live: The Real Deal                                         | 1996 | Silvertone                   | con G.E. Smith & Saturday Night Live Band                                   |
| Buddy's Blues                                               | 1997 | Chess "Chess Masters"        |                                                                             |
| Buddy's Blues 1978-1982: The Best of the JSP Recordings     | 1998 | JSP Records                  |                                                                             |
| As Good As It Gets                                          | 1998 | Vanguard                     |                                                                             |
| Heavy Love                                                  | 1998 | Silvertone                   |                                                                             |
| Last Time Around - Live at Legends                          | 1998 | Jive                         | con Junior Wells                                                            |
| This Is Buddy Guy                                           | 1998 | VMD                          |                                                                             |
| Blues Master                                                | 1998 | Vanguard                     |                                                                             |
| Buddy's Baddest: The Best of Buddy Guy                      | 1999 | Silvertone                   |                                                                             |
| The Complete Vanguard Recordings                            | 2000 | Vanguard                     |                                                                             |
| Every Day I Have the Blues                                  | 2000 | Purple Pyramid               | con Junior Wells                                                            |
| 20th Century Masters: The Millennium: The Best of Buddy Guy | 2001 | MCA                          |                                                                             |
| Sweet Tea                                                   | 2001 | Silvertone/Jive              |                                                                             |
| Double Dynamite                                             | 2001 | AIM Recording Co.            | con Junior Wells                                                            |
| Blues Singer                                                | 2003 | Silvertone                   |                                                                             |
| Chicago Blues Festival 1964 (live)                          | 2003 | Stardust                     |                                                                             |
| Jammin' Blues Electric & Acoustic                           | 2003 | Sony                         | compilation da Live: The Real Deal e Last Time Around - Live at Legends     |
| Live At the Mystery Club                                    | 2003 | Quicksilver                  | stessa registrazione di Every Day I Have the Blues                          |
| A Night of the Blues                                        | 2005 | Master Classics              | con Junior Wells - stessa registrazione di Every Day I Have the Blues       |
| Bring 'Em In                                                | 2005 | Silvertone/Jive              |                                                                             |
| Can't Quit The Blues:Box Set                                | 2006 | Silvertone/Legacy Recordings |                                                                             |
| Live: The Real Deal                                         | 2006 | Sony                         | ristampa                                                                    |
| Skin Deep                                                   | 2008 | Silvertone/Jive              |                                                                             |
| The Definitive Buddy Guy                                    | 2009 | Shout! Factory               | primo disco singolo con brani da tutta la carriera                          |
| Living Proof                                                | 2010 | Silvertone/Jive              | si è aggiudicato il Grammy per il miglior album di blues contemporaneo      |
| Buddy and the Juniors                                       | 2011 | Verve Records                | ristampa                                                                    |
| Live at legends                                             | 2012 | Silvertone/RCA Records       |                                                                             |
| Rhythm & Blues                                              | 2013 | Silvertone/RCA Records       | doppio album                                                                |
| Born to play guitar                                         | 2015 | Silvertone/RCA Records       |                                                                             |
| The Blues Is Alive and Well                                 | 2018 | Silvertone/RCA Records       |                                                                             |
| The Blues Don't Lie                                         | 2022 | RCA Records                  |                                                                             |

### Con Muddy Waters
| Album                      | Anno | Etichetta | Note                   |
| -------------------------- | ---- | --------- | ---------------------- |
| Folk Singer                | 1964 | Chess     |                        |
| Baby Please Don't Go       |      | Chess     | pubblicato in Francia  |
| The Super Super Blues Band |      | Chess     | pubblicato in Giappone |
| Muddy Waters               | 1964 | Chess     |                        |

## Filmografia
- I peccatori (Sinners), regia di Ryan Coogler (2025)